# Gottfrid Björkman
Gottfrid Emanuel Björkman, född 11 oktober 1876 i Äspereds socken, död 9 februari 1958 i Oscars församling i Stockholm, var en svensk skolman.
Gottfrid Björkman var son till folkskolläraren Johan Björkman. Efter folkskollärarexamen i Göteborg 1897 tjänstgjorde han som lärare i Linköping 1897–1898, i Örebro 1898–1906 och i Stockholm 1906–1914. Björkman var folkskoleinspektör i Södermanlands inspektionsområde 1915–1917 och innehade samma befattning i Skaraborgs norra inspektionsområde 1917–1942. Han var tidvis från 1918 och kontinuerligt 1936–1942 tillförordnat undervisningsråd. Björkman var 1910–1927 ledamot av centralstyrelsen för Sveriges allmänna folkskollärareförening och sekreterare i dess undervisningsbyrå och arbetade i föreningens organ Svensk Läraretidning, från 1906 som dess redaktör och 1911–1914 som utgivare. Han valdes 1919 till vice ordförande och 1934 till ordförande i Statens folkskoleinspektörers förbund och tillförde religionsfrihetssakkunniga 1925–1927. Björkman utgav sånger för barn, Den sjunger vi! (1917) och publicerade i olika tidningar och tidskrifter ett stort antal artiklar rörande skolfrågor och pedagogiska ämnen. Han är gravsatt i minneslunden på Norra begravningsplatsen utanför Stockholm.